# Manuel Balado
Manuel Balado fue un destacado médico argentino del siglo XX, considerado el fundador de la neurocirugía en su país, pionero de la misma en Sudamérica.

## Biografía
Manuel Balado nació en 1897 en la ciudad de Buenos Aires. Se graduó de médico en la Facultad de Medicina de la Universidad de Buenos Aires en 1921 con Diploma de Honor.
Impulsado por José Arce dedicó su carrera a la especialidad de la neurocirugía, que aún no existía en la Argentina.
Si bien los doctores Alejandro Castro, Andrés Francisco Llobet y Alejandro Posadas entre otros habían incursionado en la neurocirugía, Manuel Balado se convertiría en el primer especialista en esa actividad en Argentina.
Tras recibirse ingresó al Instituto de Clínica Quirúrgica del Hospital de Clínicas donde permaneció hasta 1924. Al año siguiente gracias a una beca de la Fundación Rockefeller partió a los Estados Unidos comenzar su formación neuroquirúrgica en la Clínica Mayo de Rochester, Minnesota, como discípulo de Alfred Washington Adson. Allí trabajó en el "laboratorio de investigación neurohistológica experimental de la inervación del iris".

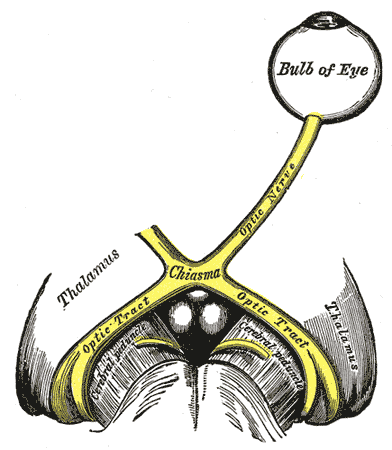
Quiasma óptico (cruce de los nervios ópticos, en amarillo)

A su regreso a Buenos Aires en 1926 se especializó en neurocirugía creando el primer servicio de la especialidad del país en el Hospital de Clínicas, donde se dedicó a la atención de sus pacientes y al desarrollo de sus investigaciones en la inervación del iris que había comenzado ya a estudiar durante su estadía en los Estados Unidos.
Fue el primero en describir la topografía de las cintillas ópticas, de la vía visual y de los cuerpos geniculados.
Fruto de esos estudios fue el libro El Iris publicado en 1927 que recibió el Premio Lagleyze y donde efectuaba una minuciosa descripción sobre la inervación del iris.
En 1928 fundó los Archivos Argentinos de Neurología, creando y auspiciando durante toda su carrera diversos programas de investigación y estudio de su especialidad. 

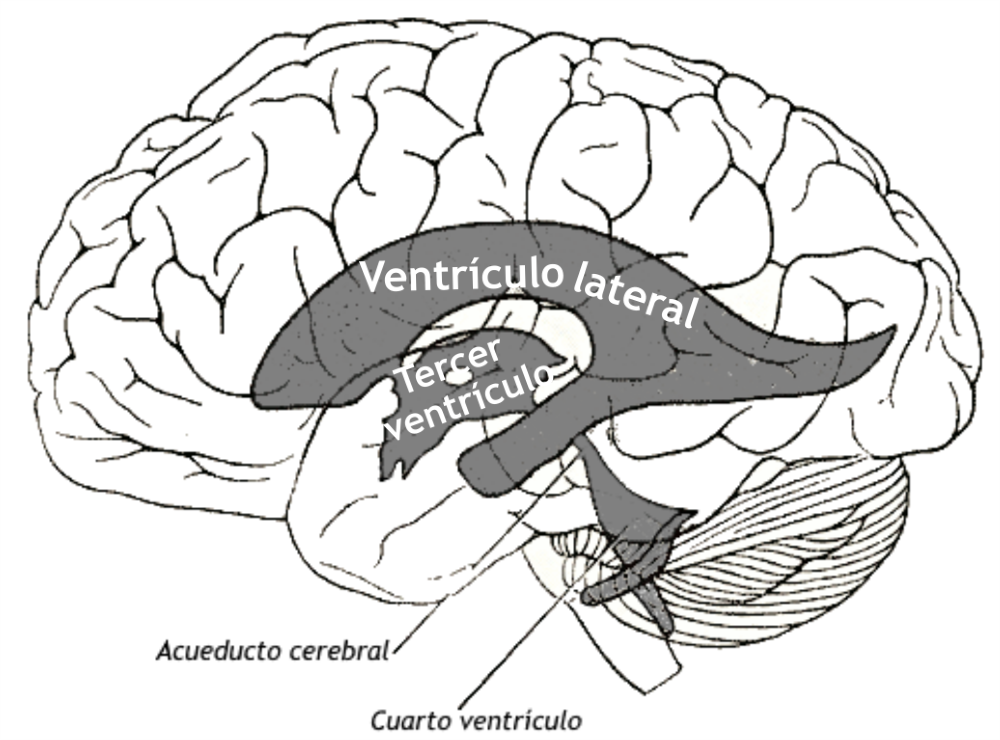
Esquema anatómico del sistema ventricular cerebral.

Las dificultades para visualizar el tercer ventrículo cerebral y permitir el diagnóstico topográfico lo impulsaron junto a Ricardo Morea y Cornelio Donovan a investigar alternativas entre los años 1926 y 1929. En 1930 Balado propuso el relleno de los ventrículos cerebrales con lipiodol en reemplazo del procedimiento habitual en la época que utilizaba como medio de contraste aire (neumoencefalografía) dando así origen a la yodoventriculografía. 
Sus estudios permitieron la descripción del síndrome de edema cerebral crónico.
En 1930 José Arce creó la Sala XII en el Hospital de Clínicas destinada a la práctica y desarrollo de la neurocirugía poniendo al frente de la misma a Manuel Balado.
Desde ese año comenzó también a trabajar en el Hospital Oftalmológico Santa Lucía, dirigido entonces por el doctor Adolfo Oyenard. 
En 1931 publicó sus Lecciones de Cirugía Neurológica.
En 1933 describió junto con Carlos Malbrán la aracnoiditis optoquiasmática, proceso inflamatorio (meningitis) que afecta a la cisterna optoquiasmática situada por debajo del quiasma, enfermedad que en su honor algunos llaman síndrome de Balado.
En 1936 formó parte del Comité de Redacción del Zentralblatt für Neurochirurgie.
Al crearse en 1937 la cátedra de Neurocirugía en la Facultad de Medicina de la Universidad de Buenos Aires, Balado fue nombrado su primer titular. 
Continuó dedicando sus mayores esfuerzos al estudio de la vía óptica. Sus trabajos acerca de la estructura del cuerpo geniculado externo, tanto en el hombre como en los animales, dieron lugar a una de sus obras más importantes, Das corpus geniculatum externum, publicado en Berlín en colaboración con Elizabeth Franke, obra que le dio prestigio internacional. 
En los últimos años de su carrera se dedicó principalmente a estudiar la actividad eléctrica del cerebro, tarea en la que se convirtió también en un precursor. Tras conocer los trabajos de Hans Berger, Balado construyó en 1939 el primer electroencefalógrafo de Latinoamérica, publicando ese mismo año el Encefalograma Humano en colaboración con Luis Romero y Pedro Noiseux, con importante repercusión en la bibliografía nacional e internacional en la materia.
Fue uno de los primeros en obtener registros electrocorticográficos y en intentar establecer mapas citoarquitectónicos. Utilizó para ello un electroencefalógrafo de 10 canales especialmente construido en una sala blindada de cirugía, aparato que en 1942 llegó a ser considerado el más avanzado en el mundo.
Ya en 1941 promovió también el uso de la microscopía electrónica en su especialidad. 
Manuel Balado falleció en la ciudad de Buenos Aires el 24 de marzo de 1942, a resultas de un infarto que sufrió tras efectuar una larga intervención quirúrgica.
A pesar de haber fallecido tempranamente, dejó su impronta en numerosos discípulos, destacándose Ramón Carrillo, quien lo sucedió al frente de la Sala XII del Clínicas, Ricardo Morea, Julio Ghersi y Juan Carlos Christensen.
La Facultad de Medicina instituyó en 1944 en su honor el premio Manuel Balado destinado a neurocirujanos con menos de diez años de graduados.
Durante su carrera, además de sus libros escribió más de 140 artículos destinados a publicaciones de su especialidad, y fue también un destacado pintor.